# Ferganoceratodus
Ferganoceratodus is een geslacht van uitgestorven longvissen dat leefde tijdens het Jura en het Krijt. Het is een basaal lid van de onderorde Ceratodontoidei. Ondanks dat het alleen bekend is van gesteenten uit het Mesozoïcum, geven fylogenetische analyses aan dat het tijdens het Laat-Carboon afweek van de rest van de onderorde.
De typesoort is Ferganoceratodus jurassicus. De geslachtsnaam betekent 'de Ceratodus uit de regio Fergana', in Kirgizië. De soortaanduiding verwijst naar de datering uit de Jura.

## Soorten
De volgende soorten zijn momenteel ingedeeld in het geslacht:
- Ferganoceratodus annekempae Cavin, Deesri & Chanthasit, 2020 (vernoemd naar Anne Kemp)
- Ferganoceratodus jurassicus Nessov and Kaznyshkin, 1985
- Ferganoceratodus martini Cavin et al., 2007